# Kras (geologia)
Kras (procesy krasowe, krasowienie) – procesy rozpuszczania skał przez wody powierzchniowe i podziemne, jeden z rodzajów wietrzenia chemicznego. Krasowieniu podlegają skały krasowiejące: przede wszystkim wapienie, a także dolomity, margle, gips, anhydryt, halit (potocznie sól kamienna).
Mianem krasu określa się również formy na powierzchni Ziemi powstałe w wyniku powyższych procesów, a także obszar, na jakim te procesy i formy występują. Szczegółowo zjawiskiem krasu zajmuje się krasologia.
Nazwa „kras” pochodzi od chorwackiego słowa „krš”, które po polsku znaczy: kamień lub skała. Do popularyzacji i przyjęcia przez naukowców tego terminu, przyczynił się wygląd płaskowyżu Kras w Słowenii, zbudowanego z silnie spękanych, białych wapieni, na których rozwinęły się zjawiska i formy krasowe w klasycznej postaci.
Ze względu na znaczne różnice w sposobie i efektach krasowienia skał węglanowych (rozpuszczanie poprzez reakcje chemiczne przy współudziale CO2) i skał solnych (rozpuszczanie fizyczne przez wodę), wydzielić można, znacznie się różniące, kras węglanowy i kras solny (w znaczeniu skał niewęglanowych).

## Kras węglanowy

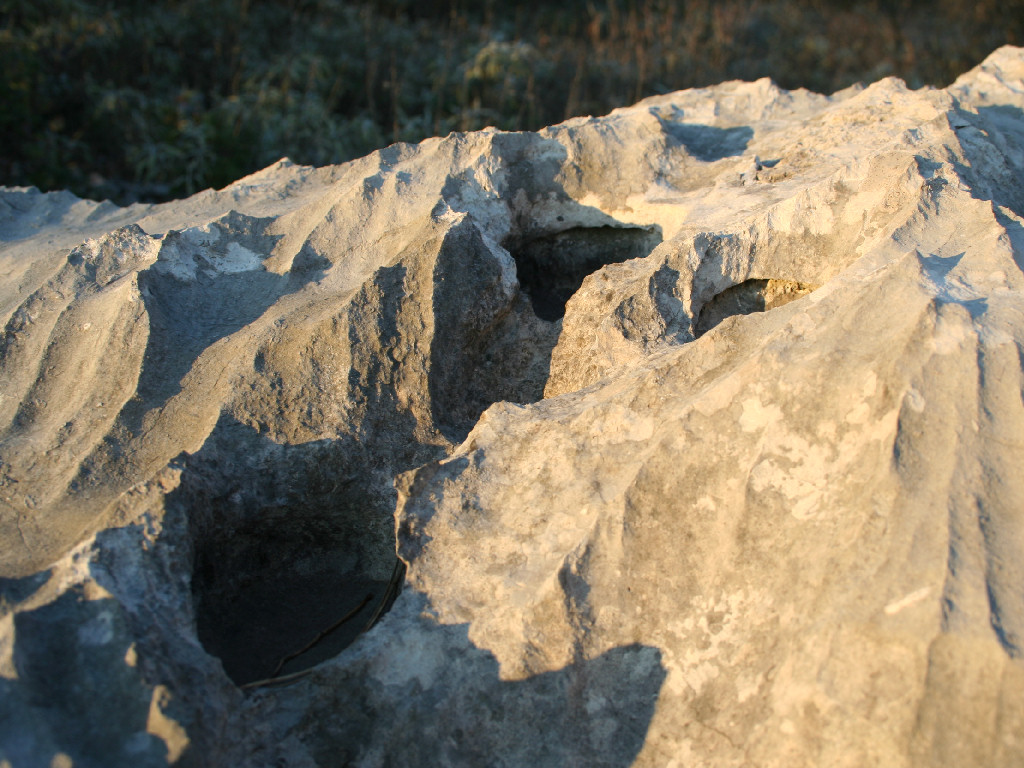
Formy krasowe

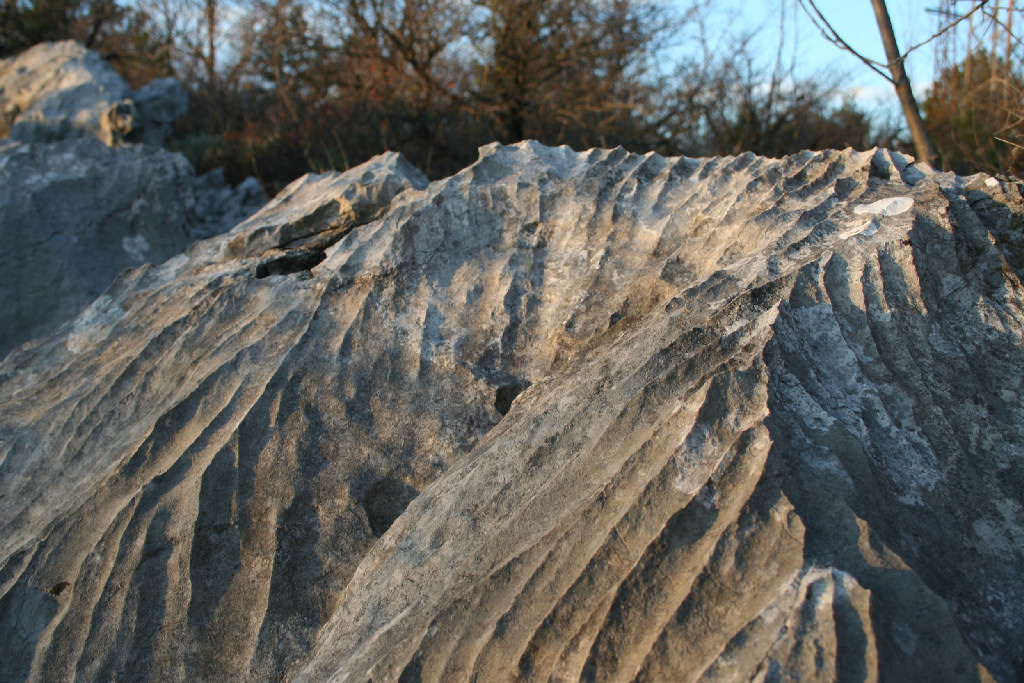
Żłobki krasowe

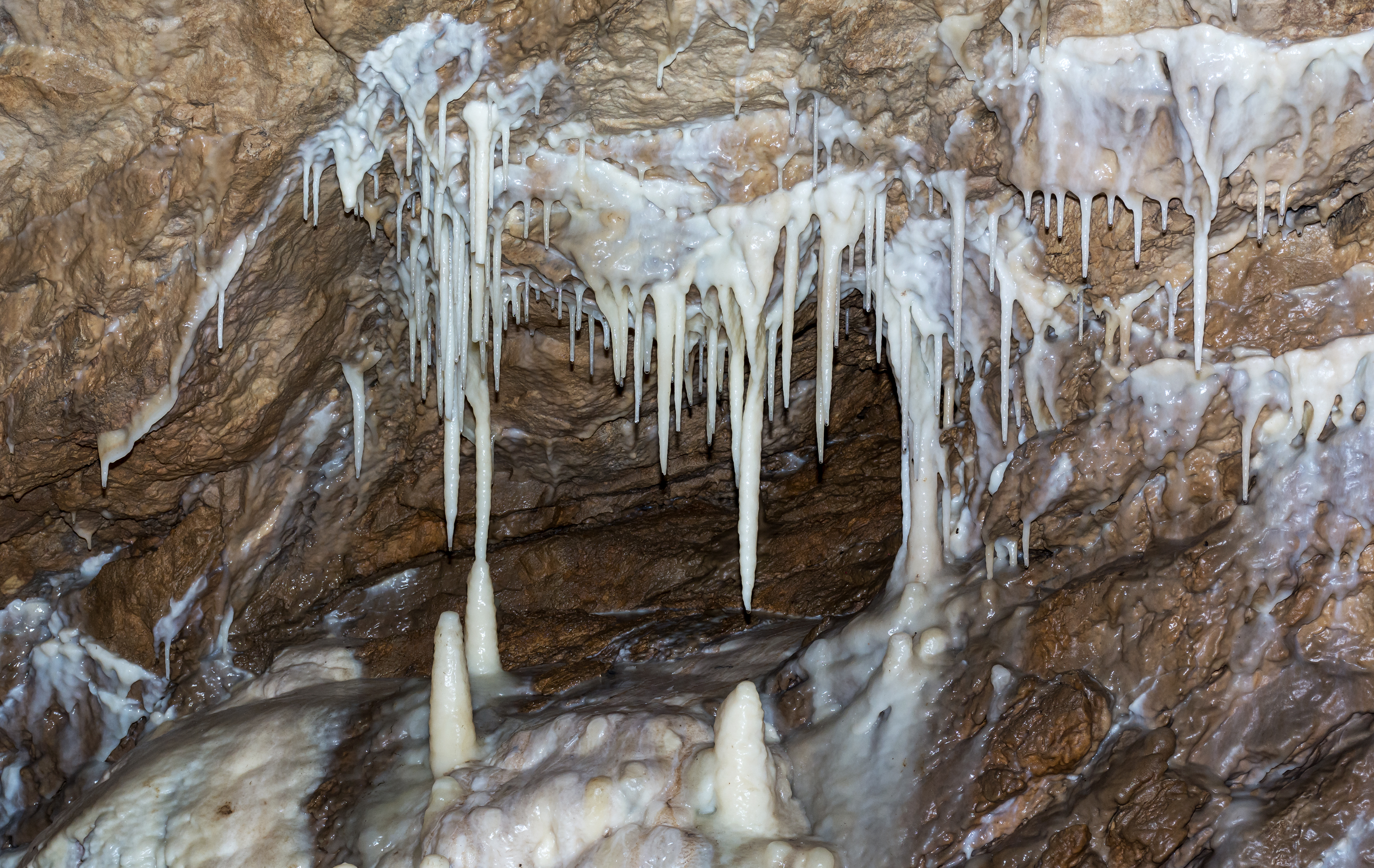
Naciek jaskiniowy w Jaskini Niedźwiedziej w Kletnie

### Reakcja krasowienia węglanowego
Krasowienie węglanowe następuje tylko w wypadku występowania CO2, również istotne są dla niego warunki temperaturowe (umiarkowana lub niska temperatura, względnie wyższa temperatura przy bardzo dużej zawartości CO2) i ciśnieniowe (w jaskiniach). Woda nasycona dwutlenkiem węgla (pochodzącym z atmosfery oraz z gnijących szczątków organicznych) wsiąka w ziemię łącząc się ze znajdującym się tam węglanem wapnia (CaCO3). W wyniku reakcji tworzy się wodorosól – wodorowęglan wapnia Ca(HCO3)2. Kluczowe znaczenie ma fakt, że sam węglan wapnia jest bardzo słabo rozpuszczalny w czystej wodzie, natomiast wodorowęglan lepiej, może więc migrować, jednocześnie występuje tu skomplikowana równowaga cieczowo-gazowa. Następnie woda wraz z rozpuszczoną solą przepływa do jaskini, gdzie w wyniku odwrotnej reakcji wytrąca się węglan wapnia tworząc nacieki (podczas wpływania do jaskini wąskimi przewodami następuje wzrost ciśnienia CO2, więc więcej się go rozpuszcza w wodzie, czyli roztwór ten ma lepsze właściwości rozpuszczania skały; po rozszerzeniu przewodu w jaskini następuje spadek ciśnienia gazu, w wyniku przesunięcia równowagi wykrystalizowuje nadmiar węglanu wapnia).
CaCO3 + H2O + CO2 → Ca(HCO3)2
Ca(HCO3)2 → CaCO3↓ + H2O + CO2
Proces rozpuszczania przebiega dosyć szybko. Tempo to można określić licząc ilość wapieni rozpuszczonych w jednostce czasu.
Intensywność rozpuszczania zależy od:
- klimatu, ilości opadów (zachodzi szybciej w klimacie wilgotnym)
- zawartości dwutlenku węgla w wodzie
- wysokości n.p.m. (na wysoko położonych obszarach woda krąży dłużej, więc intensywniej rozpuszcza skały)
- ukształtowania powierzchni (im bardziej płaski obszar, tym więcej wody wsiąka w głąb).

Rozpuszczanie węglanu wapnia może następować również w wyniku działania kwasów (np. kwasów organicznych z rozkładającej się ściółki glebowej, rzadziej kwaśnych wód pochodzenia podziemnego), lecz wówczas na ogół nie nastąpi rekrystalizacja węglanu wapnia z roztworu, powstanie kras negatywny (formy wklęsłe) lub skały węglanowe zostaną zerodowane do końca; takie przypadki są jednak rzadkie i na ogół ograniczają się do cienkiej warstwy podglebowej (tym bardziej, że na wapieniach występują na ogół gleby zasadowe, a nie kwaśne).

### Formy krasu węglanowego
Formy powierzchniowe:
- ospa, żłobki i żebra – powstają na skutek działania płynącej wody opadowej;
- lej krasowy – płytkie, okrągłe lub eliptyczne zagłębienie, o średnicy do kilkuset metrów;
- uwał – zagłębienie bezodpływowe powstałe z połączenia kilku lejów krasowych;
- polje (polja) – rozległa kotlina, o powierzchni do kilkuset km², powstała przez połączenie wielu uwałów i lejów krasowych;
- mogoty i humy – ostańce sterczące na poljach;
- ponor – miejsce, gdzie wody strumieni, potoków czy rzek wpływają pod powierzchnię terenu;
- wywierzysko – źródło krasowe, miejsce w którym wody podziemne wypływają na powierzchnię
- doliny krasowe;
- kras wieżowy.

Formy podziemne:
- jaskinia krasowa;
- kanał krasowy;
- studnia krasowa (awen) – korytarz jaskiniowy o rozwinięciu pionowym, gdy poznawany był od dołu nazywany jest kominem jaskiniowym;
- podziemne jeziora.

Wewnątrz jaskiń występują formy naciekowe (kras pozytywny): stalaktyty, stalagmity, stalagnaty, draperie naciekowe, perły jaskiniowe i inne.

### Kras kredy piszącej
Są to zjawiska krasowe zachodzące w miękkich górnokredowych skałach, o nieco odmiennej charakterystyce od krasu występującego w innych twardych skałach węglanowych. W Polsce występują głównie na Lubelszczyźnie (Pagóry Chełmskie). Termin „kras kredy piszącej” wprowadził w 1966 prof. Henryk Maruszczak.

### Występowanie krasu węglanowego
Około 7% kontynentów zajmują skały krasowiejące. Kras węglanowy obecny jest, w mniejszym lub większym stopniu, prawie wszędzie, gdzie występują skały węglanowe.
Obszarami występowania najbardziej typowych zjawisk krasowych są Góry Dynarskie i płaskowyż Kras (m.in. ze słynnymi jaskiniami: Postojną i Szkocjańskimi). W Europie kras występuje również m.in. na obszarach Irlandii (Burren), Słowacji i Węgier (tzw. Kras Słowacko-Węgierski), Moraw (tzw. Kras Morawski). Na świecie jest obecny m.in. na Bliskim Wschodzie (góry Antyliban), w Ameryce Północnej (np. płaskowyże Ozark i Cumberland, Jaskinia Mamucia, Park Narodowy Nahanni), w Chinach, na Półwyspie Indochińskim, Borneo i na Nowej Zelandii.
W Polsce formy krasowe można zaobserwować głównie na Wyżynie Krakowsko-Częstochowskiej i w Tatrach Zachodnich, a w mniejszym stopniu również w Pieninach (Pieniński Pas Skałkowy), Górach Świętokrzyskich i Sudetach (Masyw Śnieżnika z Jaskinią Niedźwiedzią, wapienie wojcieszowskie i in.).

## Kras solny
Halityt (sól kamienna) oraz sylwin są bardzo dobrze rozpuszczalne w wodzie, dlatego nie występuje praktycznie kras powierzchniowy w tych skałach. W przeszłości geologicznej większość masywów solnych została zupełnie wyerodowana, wpływając na zasolenie oceanów (i niektórych bezodpływowych jezior śródlądowych). Pewne formy krasu halitytowego można spotkać pod ziemią, w złożach soli kamiennych i potasowych; występują tam dlatego, że obieg wód jest ograniczony i nie dochodzi do istotnego wyniesienia substancji skalnej poza obszar złoża.

## Kras gipsowy
Gips i anhydryt są umiarkowanie rozpuszczalne w czystej wodzie (jej zanieczyszczenia nie mają jednak większego znaczenia). Krasowienie gipsów polega na rozpuszczeniu ich przez wodę, która w odróżnieniu od krasu wapiennego, nie musi zawierać dwutlenku węgla. Jest to możliwe dlatego, że gips i anhydryt są materiałami chłonącymi wilgoć i rozpuszczającymi się w wodzie. Oznacza to także, że formy krasu gipsowego są bardzo nietrwałe i tym samym bardzo młode w porównaniu do form krasu wapiennego; są to z reguły formy negatywne. Dodatkowo charakterystyczne dla skał gipsowych (w szczególności anhydrytów) jest pęcznienie wraz z wbudowywaniem wody w strukturę mineralną skał, co powoduje naprężenia, następnie sfałdowanie i pękanie wzdłuż powierzchni strukturalnych (najczęściej warstw) – powstaje tzw. trzewiowiec (bo przypominający trzewia); po tak powstałych spękaniach zaczyna krążyć woda, powiększając je i tworząc m.in. jaskinie.
Formy różnie wykształconego krasu gipsowego w Polsce występują na Ponidziu. Największą jaskinią w Polsce powstałą w wyniku tego rodzaju krasu jest Jaskinia Skorocicka we wsi Skorocice koło Buska-Zdroju.

## Kras jako obiekt badań
Obszary krasowe oraz zachodzące na nich (i w ich wnętrzu) procesy od wielu lat są obiektem badań naukowych. Zajmują się nimi geolodzy, geomorfolodzy, botanicy i in. Badaniami obiektów (głównie jaskiń) i zjawisk podziemnych zajmują się paleolodzy, archeolodzy, a zwłaszcza speleolodzy, przy czym ta ostatnia dziedzina łączy ściśle działania naukowe ze sportowymi.
Rok 2021 został ogłoszony przez Międzynarodową Unię Speleologiczną (UIS), skupiającą 55 krajów członkowskich oraz ponad 100 organizacji, Międzynarodowym Rokiem Jaskiń i Krasu (ang. International Year of Caves and Karst). Uroczyste (wirtualne) otwarcie Roku miało miejsce 26 stycznia 2021 r. w obecności władz Unii i przedstawicieli państw i organizacji członkowskich.